# Reni Santoni
Pour les articles homonymes, voir Santoni.
Reni Santoni, est un acteur américain, né le 21 avril 1938 à New York, État de New York (États-Unis) et mort le 1er août 2020 à Los Angeles en Californie.

## Filmographie
- 1962 : Strangers in the City : Scrounge
- 1964 : Le Prêteur sur gages (The Pawnbroker) : Junkie selling radio
- 1967 : Enter Laughing : David Kolowitz
- 1968 : A Great Big Thing : Vinny Shea
- 1968 : La Bataille pour Anzio (Anzio) : Pvt. Movie
- 1969 : Les Colts des sept mercenaires (Guns of the Magnificent Seven) de Paul Wendkos : Lt. Maximiliano O'Leary
- 1970 : The Student Nurses : Victor Charlie
- 1970 : The Odd Couple (Season 1 Episode 15) : Ernie, the football player
- 1971 : Powderkeg (TV) : Ricardo Sandoval
- 1971 : L'Inspecteur Harry (Dirty Harry) : Insp. Chico Gonzalez
- 1974 : Indict and Convict (TV) : Mike Belano
- 1974 : Panic on the 5:22 (TV) : Emil Linz
- 1977 : Jamais je ne t'ai promis un jardin de roses (I Never Promised You a Rose Garden) : Hobbs
- 1978 : They Went That-A-Way & That-A-Way (en) : Billy Joe
- 1982 : Les cadavres ne portent pas de costard (Dead Men Don't Wear Plaid) : Captain Carlos Rodriguez
- 1983 : Bad Boys : Ramon Herrera
- 1983 : Manimal (TV) : Lt. Nick Rivera
- 1985 : Comment claquer un million de dollars par jour? (Brewster's Millions) de Walter Hill : Vin Rapelito
- 1985 : Le Dernier Missile (Radioactive Dreams) : « Red » Hairstylist
- 1985 : Les Chester en Floride (Summer Rental) : Announcer
- 1985 : No Greater Gift (TV) : Mario
- 1986 : Sanchez of Bel Air (série TV) : Ricardo Sanchez
- 1986 : Le Choix (Second Serve) (TV) : Dr Roberto Granato
- 1986 : Cobra de George Cosmatos : Sergent Gonzales
- 1987 : Le Dragueur (The Pick-up Artist) : homme à la gare
- 1988 : Les Feux de la nuit (Bright Lights, Big City) : Additional Voices (voix)
- 1988 : Rain Man : Voice-over Actor (voix)
- 1989 : Cat Chaser : Narrateur (voix)
- 1989 : Opération Crépuscule (The Package) : lieutenant de police de Chicago
- 1992 : Only You (en) : Reuben, barman
- 1993 : Les Silences d'un homme (Men Don't Tell) (TV)
- 1995 : The Brady Bunch Movie : policier
- 1996 : Changement de décors (The Late Shift) (TV) : John Agoglia
- 1997 : Parties intimes (Private Parts) : Vin Vallesecca
- 1997 : Murder One: Diary of a Serial Killer (feuilleton TV) : Juge Thomas Agajanian
- 1998 : Big Party (Can't Hardly Wait) : policier
- 1998 : Dr Dolittle (Doctor Dolittle) : Rat #1 (voix)
- 1999 : Late Last Night (en) (TV) : ivrogne
- 2000 : 28 jours en sursis (28 Days) : Daniel
- 2001 : Dr Dolittle 2 : Rat #2 (voix)
- 2003 : Le Cartel (feuilleton TV)
- 2004 : Gang Warz : Father Luis

## Séries TV
- Deux flics à Miami, saison 4, ép. L'insigne du déshonneur. Il incarne le Lt. Arturo Dominguez